# Kōkūtai
No confundir con Kokutai

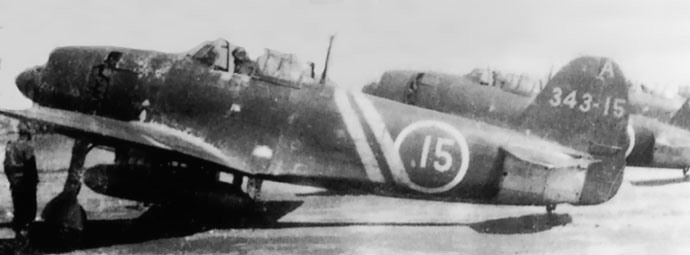
Un Kawanishi N1K2-J "343 A-15" del 301.º Hikōtai / 343.º Kōkūtai, base aérea de Matsuyama, 10 de abril de 1945.

Kōkūtai (航空隊) fue un término utilizado por el Servicio Aéreo de la Armada Imperial Japonesa (SAAIJ) para designar una unidad de aviación militar, similar a los Grupos Aéreos en otras armas aéreas y servicios de la época. (Group en la Royal Air Force británica, Gruppe en la Luftwaffe alemana, Groupe en la Armée de l'Air francesa, etc.) Un Kōkūtai podía tener base en tierra o a bordo de un portaaviones y podía tener asignados hasta cientos de hombres y aeronaves. Por ejemplo, el famoso 343 Kōkūtai era un grupo de cazas con base en tierra, mientras que el 652.º Kōkūtai era un grupo de bombarderos con base en portaaviones. El Kōkūtai se dividió en unidades más pequeñas llamadas Hikōtai, que eran el equivalente a un escuadrón. Los Kōkūtai solían dividirse en tres Hikōtai. En general, la mayoría de los pilotos y tripulantes del Servicio Aéreo de la Armada Imperial Japonesa eran suboficiales. La palabra Kōkūtai se abrevia con la abreviatura "Ku". 343 Ku, por ejemplo, significa 343 Kōkūtai. En el Servicio Aéreo del Ejército Imperial Japonés (SAEIJ) la unidad equivalente era el Sentai.

## Organización
Un Kōkūtai (Grupo Aéreo) era equivalente a un grupo o ala. Un Kōkūtai en los términos más amplios podría comprender un vuelo y un elemento base de un portaaviones o un grupo aéreo terrestre. En términos del elemento de vuelo, generalmente estaba compuesto de 18 a 27 aviones y tomaba el nombre del portaaviones o aeródromo donde se formaba originalmente. También podía ser homogéneo o compuesto de diferentes tipos de aviones. Las unidades con base en tierra tenían un mayor número de aeronaves y podían ser de aproximadamente 24 a 100 o más aeronaves. Eran más homogéneos y estaban bajo el mando del distrito naval donde se encontraba su estación aérea naval local, y luego fueron designados por un número o por el nombre de esa estación en particular.
Los grupos aéreos y las estaciones fuera de esos puertos se colocaron bajo el mando de la base naval más cercana (chinjufu). Desde el establecimiento de la primera unidad aérea terrestre de la AIJ en Yokosuka hasta el final de la guerra del Pacífico, el término Kōkūtai significaba tanto una estación aérea naval como la unidad voladora que estaba estacionada allí. La unidad voladora (Hikōkitai o hikōtai) operaba la aeronave, y el resto del personal de cualquier Kōkūtai operaba y mantenía las instalaciones en tierra de la estación en la que estaba estacionada la unidad. Al igual que la aeronave y la tripulación de vuelo a bordo de un portaaviones japonés o una licitación de hidroaviones se convirtieron en parte integral de un complemento de barcos, cuando se formaron unidades aéreas con base en tierra o en la costa (hidroaviones), se vieron las bases en las que estaban estacionados como parte equivalente de las naves del portaaviones hikōtai. Al comienzo de la guerra del Pacífico había más de 90 grupos navales aéreos.

## Historia
El sistema kōkūtai con base en tierra se estableció en 1916 y determinó que las estaciones aéreas navales y los grupos aéreos se organizarían según fuera necesario, ya fuera en puertos navales (gunkō) o puertos estratégicos (yōkō). Sus designaciones se tomaron de los nombres de esos lugares y funcionaban bajo la autoridad de esas estaciones. En 1919, la AIJ estableció nuevas regulaciones que, en tiempos de guerra, de emergencia o de maniobras previstas para la organización de "grupos aéreos especiales" (tōkusetsu kōkūtai), que podrían designarse por un lugar o por una designación numérica. Podrían estar basados en tierra o en portaaviones, pero en general estaban en gran parte basados en tierra y se les daría designaciones numéricas. En la mayoría de los casos, la base de estas formaciones se creó a partir de elementos extraídos de grupos aéreos existentes. La primera unidad de este tipo fue el 11.° Grupo Aéreo, establecido brevemente en 1936. Mientras que las regulaciones que establecían grupos aéreos en tierra se establecieron en 1916 y 1919, no fue hasta principios de la década de 1930 que una serie de regulaciones e instrucciones establecieron las organizaciones internas de los grupos aéreos, sus ubicaciones, funciones y su capacitación, aunque éstas cambiaron de vez en cuando hasta el final de la guerra del Pacífico.
En noviembre de 1936, la AIJ estableció la organización de grupos aéreos especiales combinados (tōkusetsu rengō kōkūtai), que estaban compuestos por dos o más grupos aéreos. Fueron creados para proporcionar mayor fuerza aérea bajo un solo mando. Los grupos aéreos combinados 1.º y 2.º se formaron en julio de 1937, al comienzo de la segunda guerra sino-japonesa, y fueron la columna vertebral de las operaciones aéreas de la armada en los primeros años de ese conflicto. Los grupos aéreos permanentes (jōsetsu rengō kōkutai) destinados a ser más permanentes se establecieron en diciembre de 1938. Dos de ellos se establecieron antes de la guerra del Pacífico: el 11.º se organizó en diciembre de 1938 y el 12.º, que se formó en 1939. Hasta el A fines de la década de 1930, la mayoría de los kōkutai estaban compuestos por una combinación de tipos de aviones, predominando los hidroaviones inicialmente, pero con cazas de tipo portador, bombarderos en picado y bombarderos torpederos que aumentaron en número, junto con bombarderos medianos con base en tierra. Sin embargo, para 1941, los grupos aéreos de la AIJ en tierra estaban casi siempre compuestos por un tipo de aeronave, con la excepción del grupo aéreo Chitose que tenía su base en la Micronesia y estaba compuesto tanto por bombarderos medios como por cazas. El 1 de noviembre de 1942, todas las identidades terrestres identificadas con nombres base recibieron designaciones numéricas.
A medida que avanzaba la guerra en el Pacífico, esta estructura carecía de flexibilidad y obstaculizaba las operaciones de primera línea, por lo que en marzo de 1944 se reestructuraron las fuerzas aéreas terrestres de la AIJ y se asignaron a algunos hikōtai designaciones numéricas independientes y una identidad propia fuera del territorio.

## Kōkūtaisdestacables
- El 201.º Kōkūtai
- El Tainan Kōkūtai
- El 343.º Kōkūtai (también llamado Tsurugi Butai)
- El 601.º Kōkūtai
- El 652.º Kōkūtai
- El 721.º Kōkūtai
- El Yokosuka Kōkūtai